# Palais Kounický (Nové Město)
Pour le Palais Kounický de Mala Strana, voir Palais Kounický.
Le palais Kounický ou palais Kaunický de Nové Město est situé rue Panská, dans la Nouvelle ville de Prague. Construit en style baroque, il est protégé en tant que monument culturel de la République tchèque.  

## Construction
Le palais est l’œuvre des constructeurs baroques František Maxmilián Kaňka et Giovanni Alliprandi, qui a construit le bâtiment vers 1725. La décoration de l'intérieur, en particulier de la salle des cérémonies, est de la période romantique de la première moitié du XIXe siècle. 

## Histoire
Le palais porte le nom d'une des familles auxquelles il appartenait, les comtes Kounic (ou Kaunitz). Précédemment à cet emplacement se trouvaient plusieurs petites maisons, rachetées en 1663, et reconstruites dans les années 1716-1720 en palais baroque. En 1861, le comte Albrecht de Kounic achète le palais. Sa mère, la grande protectrice des arts Eleonora Kounicová, a soutenu par exemple l'écrivaine tchèque Božena Němcová. 
En 1910 le palais Kounicky a été acheté par Živnobanka à des fins représentatives. 
Enn 1948 s'y trouvait le Siège du Comité des femmes tchécoslovaques. Depuis 1995, le palais Kounicky appartient à la ville de Prague et est loué au musée Alfons Mucha depuis longtemps. Des concerts, banquets et autres festivités ont lieu dans d'autres salles de représentation ainsi que divers événements sociaux.  

## Bâtiments environnants
Les attractions à proximité comprennent: 
- Palais Neuberg, siège de l'ambassade du Brésil (rue Panská)
- Palais Riesu de Stallburg, ambassade d'Argentine à Prague (rue Panská)
- Palais Sylva-Taroucca (Na prikopé)Nouveau Palais Kolowrat (Na prikopé)
- Palais de Myslbek (Na prikopé)